# Đan Lê
Đan Lê (tên đầy đủ là Nguyễn Đan Lê) là nữ diễn viên, người dẫn chương trình truyền hình, cựu ca sĩ người Việt Nam. Cô được biết đến là một trong những người dẫn đầu tiên của chuyên mục Dự báo thời tiết của Đài Truyền hình Việt Nam, đồng thời là diễn viên truyền hình. Năm 2023, Đan Lê giành được giải Cánh diều cho Nữ diễn viên phụ xuất sắc hạng mục phim truyền hình.

## Tiểu sử
Đan Lê sinh ngày 6 tháng 10 năm 1983 tại Hà Nội, bố mẹ cô đã ly hôn khi cô 16 tuổi, cô từng học tại trường Tiểu học Lê Văn Tám, trường Trung học cơ sở Ngô Sĩ Liên và Trung học phổ thông Thăng Long.

## Sự nghiệp

### Âm nhạc và Truyền hình
Từ năm 8 tuổi, Đan Lê đã tham gia biểu diễn văn nghệ và được biểu diễn trên sân khấu Nhà hát Tuổi trẻ với chương trình Giai điệu tuổi hồng.
Đan Lê theo học khoa Báo viết của Học viện Báo chí và Tuyên truyền, đến gần ngày nhập trường thì cô được giáo viên tư vấn vào khoa Báo hình và cô đã nghe theo. Năm 2002, cô là thành viên nhóm nhạc Nhịp điệu, cùng nhóm tham gia chương trình VTV – Bài hát tôi yêu lần thứ 2. Từ năm 2003 đến 2004, Khi NSND Thanh Hoa tìm kiếm gương mặt ca sĩ trẻ để thành lập nhóm nhạc Ước mơ đến, Đan Lê đã có chân trong nhóm nhạc khá nổi của Hà Thành này. Khi học năm thứ hai tại Học viện, Đan Lê đăng ký dự tuyển dẫn chương trình cho chuyên mục Dự báo thời tiết của Đài Truyền hình Việt Nam, sau 1 năm sàng lọc, vượt qua hàng chục thí sinh khác cô trở thành một trong những người dẫn chơng trình đầu tiên của chuyên mục này. Đan Lê sau này được khán giả gọi với biệt danh "Cô gái thời tiết".
Năm 2008, sau khi bị tung tin đồn thất thiệt, Đan Lê nghỉ việc tại VTV để chuyển sang làm việc mảng truyền hình số di động tại Đài Truyền hình Kỹ thuật số VTC. Cũng trong năm 2008, Đan Lê phát hành album ca nhạc Đêm gồm 8 ca khúc do nhạc sĩ Tường Văn viết riêng cho cô.

### Điện ảnh
Năm 2007, Đan Lê được mời đóng nhân vật Vân, một trong ba vai nữ chính của bộ phim điện ảnh, Em muốn làm người nổi tiếng. Nhưng vì chênh lệch tuổi tác khá xa với nhân vật nên cô từ chối, sau đó, cô được mời vào vai chính khác là Nhung khi Lý Nhã Kỳ, người đóng vai này bận lưu diễn tại nước ngoài. Vai diễn Nhung giúp cô có được đề cử cho Nữ diễn viên chính hạng mục Phim truyện điện ảnh tại Giải Cánh diều 2007.

### Bị tung tin thất thiệt
Đầu năm 2008, cô bị tung tin thất thiệt là tham gia đóng phim người lớn của Hàn Quốc, một đoạn clip của bộ phim với nữ diễn viên có khuôn mặt khá giống Đan Lê được cư dân mạng truyền tay nhau, và trang báo Nông nghiệp Việt Nam (NNVN) đăng tải thông tin kèm hình ảnh mà không kiểm chứng. Sau đó, đoạn clip được xác nhận không phải là Đan Lê, dù vô tội, cô nghỉ không lương trong 3 tháng sau đó để kiện trang báo NNVN, kết quả trang báo này phải bồi thường 25 triệu đồng cho Đan Lê ngay tại tòa.

### Phim truyền hình
Năm 2008, Đan Lê tham gia bộ phim lịch sử dài tập Con đường sáng. Năm 2011, Đan Lê có một vai chính trong bộ phim truyền hình dài 85 tập của Đài Truyền hình Việt Nam, Cầu vồng tình yêu. 2012, Đan Lê được chọn đóng vai chính - Ái Vân - trong bộ phim dài tập Ba đám cưới, một đời chồng do chồng cô là Khải Anh đạo diễn. Ban đầu vai diễn này được giao cho hai diễn viên khác nhưng họ vì một vài lí do mà họ lần lượt từ bỏ. Năm 2017 và 2018, cô lần nữa tham gia một số phim truyền hình do Khải Anh tham gia đạo diễn là Người phán xử, Người phán xử tiền truyện và Ngày ấy mình đã yêu.
Năm 2022, Đan Lê tham gia bộ phim dài tập Anh có phải đàn ông không? của Đài Truyền hình Việt Nam và giành giải nữ diễn viên phụ xuất sắc tại Giải Cánh diều lần thứ 30 cho vai diễn Mai Ngọc trong bộ phim.

## Đời tư
Đan Lê và Khải Anh cùng học trường THPT Thăng Long và gặp nhau trong hội văn nghệ năm 1998, hai người đã có ý định kết hôn, nhưng họ chia tay, Khải Anh sau đó đi du học.
Cuối năm 2008, cô kết hôn với biên tập viên Xuân Tùng từng làm việc tại Đài Truyền hình Việt Nam - và họ ly hôn năm 2010. Năm 2011, Đan Lê kết hôn với Khải Anh. Việc cô ly hôn rồi nhanh chóng kết hôn với người yêu cũ đã trở thành đề tài khai thác của báo chí cũng như để tài bàn tán của cư dân mạng. Họ có hai con trai Khải Minh và Khải Nguyên.

## Tác phẩm

### Âm nhạc
| Năm  | Album | Chú thích             |
| ---- | ----- | --------------------- |
| 2008 | Đêm   | Hợp tác với Tường Văn |

### Các bộ phim
| Năm  | Tựa đề                            | Vai diễn                           | Dạng phim | Chú thích |
| ---- | --------------------------------- | ---------------------------------- | --------- | --------- |
| 2003 | Sự thật                           | Cẩm                                | Ngắn tập  |           |
| 2007 | Em muốn làm người nổi tiếng       | Nhung                              | Điện ảnh  | [ 29 ]    |
| 2008 | Con đường sáng                    | Minh Phụng (mẹ) Minh Vân (con gái) | Dài tập   | [ 21 ]    |
| 2011 | Cầu vồng tình yêu                 | Ngọc Linh                          | Dài tập   |           |
| 2012 | Ba đám cưới, một đời chồng        | Ái Vân                             | Dài tập   |           |
| 2016 | Những ngọn nến trong đêm (phần 2) | Hoài Tâm                           | Dài tập   |           |
| 2017 | Người phán xử                     | Diễm My                            | Dài tập   | [ 30 ]    |
| 2017 | Cả một đời ân oán                 | Ngọc                               | Dài tập   |           |
| 2018 | Ngày ấy mình đã yêu               | Nana                               | Dài tập   |           |
| 2022 | Anh có phải đàn ông không?        | Mai Ngọc                           | Dài tập   |           |

### Các chương trình
| Năm         | Chương trình                        | Vai trò          | Phát sóng | Chú thích |
| ----------- | ----------------------------------- | ---------------- | --------- | --------- |
| 2004 – 2008 | Dự báo thời tiết                    | Dẫn chương trình | VTV       |           |
|             | Ngôi sao thiết kế                   | Nhà đầu tư       |           | [ 31 ]    |
| 2016        | Ghế không tựa                       | Khách mời        | VTV6      |           |
| 2017        | Bữa trưa vui vẻ                     | Khách mời        | VTV6      | [ 32 ]    |
| 2018        | Chuyện đêm muộn                     | Dẫn chương trình | VTV2      |           |
| 2018        | Giai điệu kết nối - My playlist     |                  |           | [ 33 ]    |
| 2018        | Ơn giời, Cậu đây rồi! (Tập 9 mùa 5) | Khách mời        | VTV3      | [ 34 ]    |
| 2020        | Chọn đâu cho đúng                   | Khách mời        | VTV3      | [ 35 ]    |
| 2020        | Ơn giời, Cậu đây rồi! (Tập 4 mùa 7) | Khách mời        |           |           |
| 2021        | Lời tự sự                           | Khách mời        |           |           |

## Giải thưởng
| Năm  | Giải thưởng    | Hạng mục                  | Đề cử | Kết quả   | Nguồn  |
| ---- | -------------- | ------------------------- | ----- | --------- | ------ |
| 2023 | Giải Cánh diều | Nữ diễn viên phụ xuất sắc | —     | Đoạt giải | [ 26 ] |